# 第51回ヴェネツィア国際映画祭
第51回ヴェネツィア国際映画祭は、1994年9月1日から9月12日にかけて開催された。

## 上映作品

### コンペティション部門
| 日本語題                     | 原題                                                  | 監督                         | 製作国           |
| ---------------------------- | ----------------------------------------------------- | ---------------------------- | ---------------- |
|                              | Lamerica                                              | ジャンニ・アメリオ           | イタリア         |
| ピガール                     | Pigalle                                               | カリム・ドリディ             | フランス         |
|                              | Büvös vadász                                          | イルディゴ・エンエディ       | ハンガリー       |
| リトル・オデッサ             | Little Odessa                                         | ジェームズ・グレイ           | アメリカ合衆国   |
| 乙女の祈り                   | Heavenly Creatures                                    | ピーター・ジャクソン         | ニュージーランド |
| 太陽の少年                   | 陽光燦爛的日子                                        | チアン・ウェン               | 中国             |
| 楽園の瑕                     | 東邪西毒                                              | ウォン・カーウァイ           | イギリス領香港   |
| 彼女たちの関係               | À la folie                                            | ディアーヌ・キュリス         | フランス         |
| おっぱいとお月さま           | La teta y la luna                                     | ビガス・ルナ                 | スペイン         |
| ビフォア・ザ・レイン         | Before the Rain                                       | ミルチョ・マンチェフスキ     | 北マケドニア     |
|                              | Il toro                                               | カルロ・マッツァクラーティ   | イタリア         |
|                              | Zivot a neobycejna dobrodruzstvi vojaka Ivana Conkina | イジー・メンツェル           | チェコ           |
|                              | Una sombra ya pronto serás                            | エクトル・オリヴェラ         | アルゼンチン     |
|                              | Le cri du coeur                                       | イドリッサ・ウエドラオゴ     | ブルキナファソ   |
|                              | Il branco                                             | マルコ・リッシ               | イタリア         |
| サムバディ・トゥ・ラブ       | Somebody to Love                                      | アレクサンダー・ロックウェル | アメリカ合衆国   |
| ナチュラル・ボーン・キラーズ | Natural Born Killers                                  | オリバー・ストーン           | アメリカ合衆国   |
| 愛情萬歳                     | 愛情萬歲                                              | ツァイ・ミンリャン           | 台湾             |
|                              | Três Irmãos                                           | テレサ・ヴィラベルディ       | ポルトガル       |

## 審査員
- デヴィッド・リンチ （ アメリカ合衆国/映画監督） 審査員長
- オリヴィエ・アサヤス （ フランス/映画監督）
- マルゲリータ・ブイ （ イタリア/女優）
- ガストン・カボーレ （ ブルキナファソ/映画監督）
- 大島渚 （ 日本/映画監督）
- デヴィッド・ストラットン （ イギリス/批評家）
- ユマ・サーマン （ アメリカ合衆国/女優）
- マリオ・バルガス・リョサ （ ペルー/作家）
- カルロ・ヴェルドーネ （ イタリア/俳優、映画監督）

## 受賞結果
- 金獅子賞：『ビフォア・ザ・レイン』（ミルチョ・マンチェフスキ）、『愛情萬歳』（ツァイ・ミンリャン）
- 銀獅子賞：『乙女の祈り』（ピーター・ジャクソン）、『リトル・オデッサ』（ジェームズ・グレイ）、『Il toro』（カルロ・マッツァクラーティ）
- 審査員特別大賞：『ナチュラル・ボーン・キラーズ』（オリバー・ストーン）
- 監督賞：ジャンニ・アメリオ （『Lamerica』）
- 脚本賞：ビガス・ルナ、キュカ・カナルス （『おっぱいとお月さま』）
- 撮影賞：クリストファー・ドイル （『楽園の瑕』）
- 男優賞：シア・ユイ （『太陽の少年』）
- 女優賞：マリア・デ・メディロス （『Três Irmãos』）
- 助演男優賞：ロベルト・シトラン （『Il toro』）
- 助演女優賞：ヴァネッサ・レッドグレイヴ （『リトル・オデッサ』）
- 特別表彰：ジュリエット・ルイス （『ナチュラル・ボーン・キラーズ』）
- 上院議会金メダル：『Zivot a neobycejna dobrodruzstvi vojaka Ivana Conkina』 （イジー・メンツェル）